# North Tunica
North Tunica è un centro abitato e un census-designated place (CDP) degli Stati Uniti d'America, situata nella contea di Tunica, nello Stato del Mississippi.